# Brülle & Schmeltzer
Die Brülle & Schmeltzer GmbH & Co. KG Lebensmittelgroßhandlung ist ein 1856 gegründetes Handelsunternehmen, mit Sitz in Lippstadt. Über zwei Gesellschaften ist das Unternehmen heute mit dem Großhandelsnamen SB Zentralmarkt an sechs Standorten vertreten. Der zuvor betriebene Lebensmitteleinzelhandelsbereich wurde verkauft.

## Geschichte
Am 1. Mai 1853 eröffnete Peter Brülle unter dem Namen Colonialwaaren- und Landesproducten-Geschäft ein Kolonialwarenladen in Lippstadt. Drei Jahre später kam es, gemeinsam mit Hermann Schmeltzer, zur offiziellen Unternehmensgründung. Als Startkapital standen 20.000 Taler zur Verfügung, von denen Peter Brülle 15.000 einbrachte. Der Gründungsvertrag datiert auf den 30. Juni 1855, offiziell nahm das Unternehmen, ein Großhandel für Kolonialwaren und landwirtschaftliche Saaten, zum 1. Januar 1856 seine Geschäfte auf. Schmeltzer verstarb mit 41 Jahren am 14. April 1859 an Schwindsucht, Brülle wurde alleiniger Eigentümer. Am 17. April 1886, kurz nach Peter Brülles Tod am 29. März 1886, wurde das Unternehmen im Handelsregister eingetragen. Die Leitung des Unternehmens ging an Bertha Brülle über, die Prokura verblieb bei Peter Brülles Sohn Fritz. Fritz Brülle übernahm dabei den Innendienst, während sich sein Bruder Rudolph um den Außendienst kümmerte.
Zum Ende des Ersten Weltkriegs wurde, aufgrund des schlechten Gesundheitszustands Fritz’, die Leitung des Unternehmens 1918 an Friedrich Brülle und zum 1. Oktober 1918 auch an dessen Vetter Rudolph/Rudolf übergeben. Die Folgen des Krieges sorgten im Unternehmen für einen Vermögensverlust, der sich auf etwa die Hälfte des bisherigen Gesamtvermögens belief. Ab dem 1. April 1924 durfte das Unternehmen wieder mit einer Großzahl von Waren handeln, darunter auch Lebensmittel. Es folgte u. a. die Vergrößerung der Büroräume. Im Zuge der Weltwirtschaftskrise musste Brülle & Schmeltzer 1931 einen Verlust von gut 10 Prozent des Vermögens verbuchen. die 1936 erneut erweitert wurden. Im selben Jahr arbeiteten 31 Menschen im Unternehmen, 1940 baute man zwei Wohnblöcke für die Mitarbeiter. Ab 1934/1935 wurden im  Zeitgleich wurde das Kaffeegeschäft ausgebaut. In den Kriegsjahren 1943 bis 1945 mussten französische und niederländische Zwangsarbeiter im Unternehmen Aufgaben übernehmen. Die Machtergreifung durch die Nazis und der Ausbruch des Zweiten Weltkriegs sorgten auch für Verlusten bei Brülle & Schmeltzer. Mitarbeiter wurden an die Front berufen und starben dort im Kriegsgeschehen. Auch wirtschaftlich ging es dem Unternehmen nach Kriegsende schlecht. In den ersten Jahren nach dem Krieg war dem Unternehmen durch ein Liefergebiet festvorgeschrieben. 1947/1948 wurde das alte Lagerhaus umgebaut, zudem konnte ein weiteres Lager als Neubau errichtet werden. Vor allem mit Kaffee und Saaten wurden zu dieser Zeit gehandelt.
Gerhard Brülle übernahm am 17. Juni 1951 den väterlichen Betrieb. 1955 übernahm man die Lippstädter Weingroßkellerei und Likörfabrik Fritz Cobet. Ein Jahr später trat Brülle & Schmeltzer in die freiwillige Handelskette Fachring ein, die 1960 zu IFA umfirmierte. In Lippstadt gründete man dazu einen eigenen Verein, den IFA-Zentral Südost-Westfalen e.V., mit Gerhard Brülle als Vorstandsvorsitzenden. Ebenfalls an der Errichtung beteiligt war das Unternehmen bei der Gründung des Fachring-Werbeateliers, 1956 in Osnabrück. Ende der 1950er-Jahre hatten Lebensmittel die beiden Bereiche Kaffee und Saaten als Schwerpunkt abgelöst. 1960 erfolgte eine weitere Vergrößerung von Büroräumen. Dabei zog das Unternehmen innerhalb Lippstadts in einen Neubau an der Mercklinghausstraße. Zu diesem Zeitpunkt beschäftigte man 68 Mitarbeiter. Zwei Jahre später wurde der SB Zentralmarkt E. Friedhoff in Paderborn gegründet. Dazu übernahm man die Waschmittel- und Kurzwarengroßhandlung E. Friedhof, um auf dessen Gelände den ersten Cash & Carry-Markt in Ostwestfalen eröffnen zu können, der ebenfalls 1962 seinen Betrieb aufnahm. 1966 folgte die Eröffnung des SB Zentralmarkts in Lippstadt. Kurz darauf erwog man den Einstieg in den Lebensmitteleinzelhandel. Zu diesem Zweck wurde 1968 die City-Markt Handelsgesellschaft mbH & Co. KG gegründet und der erste Markt in Geseke eröffnet, ein Jahr später wurden in Büren und Korbach bereits der zweite bzw. dritte Standort eröffnet. Ab 1971 fanden EDV-Systeme Einzug. Zu Beginn schloss man sich mit zwei Unternehmen aus der IFA zusammen, wobei anfangs zwei Mitarbeiter von Brülle & Schmeltzer täglich zur Kurt Lüner KG nach Osnabrück fuhren, um dort Rechnungen abzuholen. Weitere Neueröffnung konnten u. a. 1972 in Bad Arolsen und 1973 in Paderborn (beide SB Zentralmarkt) gefeiert werden. Auch die Anzahl der City-Supermärkte wuchs stetig, 1975 eröffnete in Soest bereits der siebte Standort.
Mit der Eröffnung des ersten Garant-Warenhauses in Gütersloh stieg das Unternehmen 1977 auch in das Vertriebsformat SB-Warenhaus ein. Ein Jahr später folgte in Rheda-Wiedenbrück der zweite Standort. Beide Häuser verfügten über eine Verkaufsfläche von 5000 m². Sein 125-jähriges Bestehen konnte man 1981 feiern, ein Jahr später mit dem Markt in Lippstadt-Lipperbruch den 10. City-Supermarkt eröffnen. 1985 folgte in Olsberg ein weiterer Garant-Markt mit einer Verkaufsfläche von 4000 m². Auch im Bereich des City-Supermarkts konnte man weiter wachsen und 1989 bereits 17 Standorte betreiben. Im selben Jahr trat Allan Brülle ins Unternehmen ein. Auch sein Bruder Friedel Brülle wurde Teil der Geschäftsleitung. Während sich Allan Brülle um den kaufmännischen Bereich kümmerte, war Friedel Brülle für den Bereich Marketing und Vertrieb zuständig.
1990 kam es zu einer Kooperation mit der Dohle-Gruppe, die Supermärkte unter dem Namen Hit betreibt. Die Kooperation, die zunächst im Bereich Einkauf bestand, wurde später zu einer Kooperation im Bereich Franchise ausgebaut. 1992 wurde Brülle & Schmeltzer Franchisepartner bei Hit, der Markt in Rheda-Wiedenbrück wurde am 9. April 1992 auf das System von Hit umgeflaggt und als Teststandort wiedereröffnet. Die Standorte in Bigge-Olsberg und Schmallenberg wurden, nach der erfolgreichen Testphase im April 1996 ebenfalls umgeflaggt. Was mit dem Standort in Gütersloh geschah, ist nicht bekannt. Im selben Jahr entschied man sich, aufgrund von Defiziten in beiden Bereichen, den konventionellen Großhandel (mit einem Umsatz von 60 Millionen Mark) auf- und die Supermärkte (mit einem Umsatz von 90 Millionen Mark) abzugeben. Zu diesem Zeitpunkt bestanden 18 Supermärkte, die erst ein Jahr zuvor von City auf Garant umgeflaggt wurden. Alle Standorte wurden zum 1. April 1996 an die Rewe Dortmund verkauft, wovon sechs bei der Rewe Dortmund verblieben und die restlichen zwölf Standorte an die damalige Rewe Hungen weitergereicht wurden. 2003 wurden Geschäftsbereiche umgeordneten. Beide Brüder kümmerten sich um die Immobilienverbindlichkeiten, Friedel Brülle führte hingegen den Bereich der Systemgastronomie eigenverantwortlich. Hier kam es zu einer Partnerschaft mit Subway, bei dem man Franchisepartner wurde. Mit dem Wechsel der Dohle-Gruppe von Markant zur Rewe Group zu Beginn des Jahres 2005 entschied man sich die neun betriebenen Hit-Standorte zum Stichtag 16. Oktober 2005 an die Dohle-Gruppe zu verkaufen. Hintergrund war, dass Brülle & Schmeltzer selbst bei Markant Mitglied war und weder ein Wechsel noch eine Doppelmitgliedschaft für das Unternehmen in Frage kam. Zum 1. Januar 2006 startete man, unter dem Dach von Markant, eine Einkaufskooperation mit Ratio. Im März 2011 übernahm man die Ratio-Großmärkte in Limburg, Osnabrück und Münster.

## Vertriebslinien

### City
Unter dem Namen City betrieb man Supermärkte, die, mit wenig Ausnahmen, Verkaufsflächen von 700 bis 1500 m² aufwiesen. Die Märkte waren vor allem auf frische Sortimente ausgelegt und verfügten demnach über große Fleisch- und Wurstabteilung sowie ein umfangreiches Sortiment in den Bereichen Obst und Gemüse, Molkereiprodukte und Tiefkühlkost. Der Name City wurde 1995 aufgegeben, die Standorte auf Garant umgeflaggt.

#### Standorte
| Standort                 | Eröffnungsjahr |
| ------------------------ | -------------- |
| Geseke                   | 1968           |
| Büren                    | 1966           |
| Korbach                  | 1969           |
| Lippstadt Süd            | 1973           |
| Brilon                   | 1974           |
| Paderborn                | 1974           |
| Soest                    | 1975           |
| Lippstadt Nord           | 1978           |
| Werl                     | 1980           |
| Lippstadt-Lipperbruch    | 1982           |
| Erwitte                  | 1984           |
| Lippstadt, Jucharzstraße | 1984           |
| Rietberg-Neuenkirchen    | 1987           |
| Büren-Steinhausen        | 1988           |
| Marsberg                 | 1988           |
| Wickede                  | 1989           |
| Wünneberg                | 1989           |
| Paderborn-Wewer          | 1990           |

### Garant
Unter den Namen Garant flaggten die SB-Warenhäuser des Unternehmens. Die Märkte, ausgenommen Gütersloh, wurden 1992 (Rheda-Wiedenbrück) bzw. 1996 (Bigge-Olsberg und Schmallenberg) auf Hit umgeflaggt. Ab 1995 wurden die zuvor als City bekannten Supermärkte auf Garant umgeflaggt.

#### Standorte
| Standort          | Eröffnungsjahr | Verkaufsfläche |
| ----------------- | -------------- | -------------- |
| Gütersloh         | 1968           | 5000 m²        |
| Rheda-Wiedenbrück | 1696           | 5000 m²        |
| Bigge-Olsberg     | 1985           | 4000 m²        |
| Schmallenberg     | 1990           | 2100 m²        |

### SB Zentralmarkt
Unter den Namen SB Zentralmarkt betreibt Brülle & Schmeltzer heute sechs Cash & Carry-Märkte.